# Паренки (хребет)

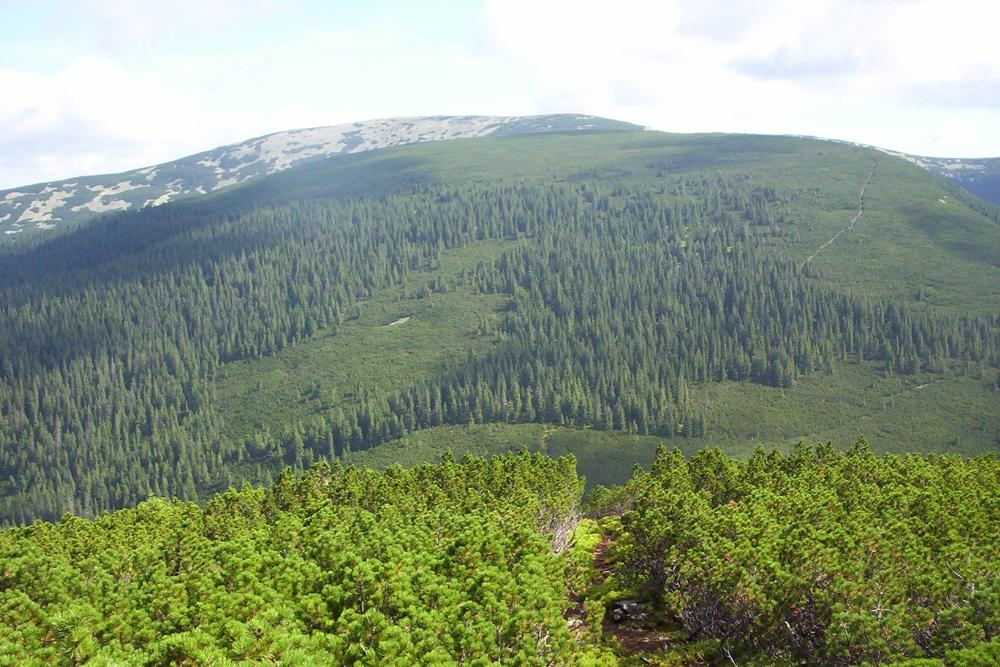

Паренки — гірський хребет у Горганах (Українські Карпати). Розташований у південній частині Калуського району Івано-Франківської області, на південний захід від села Осмолоди, в межах природоохоронної території — Ландшафтного заказника Грофа. Простягається з південного сходу на північний захід, має кілька відногів, з яких найпотужніший — південно-західний, у напрямку гір Мала Попадя і Попадя. За протяжністю хребет невеликий (5—6 км) і складається, по суті, з трьох вершин, серед яких найвища Паренки (1735 м). Пригребенева частина хребта вкрита кам'яними розсипищами. Схили круті, важкопрохідні, в багатьох місцях покриті жерепом. При підніжжі хребта ростуть ялицево-ялинові ліси. 
Найближчий населений пункт — с. Осмолода. 